# Дзета-функция на Риман
Дзета-функцията на Риман, означавана като {\displaystyle \zeta (s)}, е обобщение за сумирането на безкрайни редове от дроби. Тя носи името на немския математик Бернхард Риман. Функцията е от особена важност в теорията на числата поради връзката ѝ с разпределението на простите числа. Тя също има приложения във физиката, в теорията на вероятностите и в статистиката.

## Дефиниция
Дзета-функцията на Риман ζ(s) е функция на една комплексна променлива (традиционно отбелязвана със s), която се дефинира посредством следния безкраен ред:
{\displaystyle \zeta (s)=\sum _{n=1}^{\infty }{\frac {1}{n^{s}}}}
Този ред е ред на Дирихле и е сходящ за всички реални числа s> 1. Функцията може да се додефинира за всички комплексни s ≠ 1 с помощта на аналитично продължение. Риман показва това в статията си „Относно броя на простите числа по-малки от дадено число“ през 1859 година. Той прави това на две стъпки. Първо Риман показва че редът е сходящ за всички комплексни s с реална част Re(s) по-голяма от 1 и дефинира аналитична функция на променливата s в областта {s ∈ C: Re(s) > 1} След това той показва как да продължи ζ(s) за всички комплексни s различни от 1. В резултат дзета-функцията се превръща в мероморфна функция на
s, която е холоморфна в областта {s∈C:s≠ 1} и има прост полюс в s=1. Аналитичното продължение дефинира еднозначно функцията ζ(s) извън първоначалната област на сходимост. В допълнение на това, Риман извежда и функционално уравнение за дзета-функцията, което дава връзка между стойността ѝ в точките s и 1 − s. Известната хипотеза на Риман, която е формулирана в същата статия се отнася за нулите на така продължената функция. За да се подчертае, че s е комплексно число, то често се записва във вида s=σ + it, където σ = Re(s) е реалната, а t = Im(s) – имагинерната част на s.

## Отношение към простите числа
Ойлер пръв открива връзката между сумите от дроби и простите числа. Впоследствие неговите резултати се записват чрез дзета функцията. Той открива формулата
{\displaystyle {\begin{aligned}\zeta (s)&=\prod _{p\in \mathbb {P} }{\frac {1}{1-p^{-s}}}\\&=\left(1+{\frac {1}{2^{s}}}+{\frac {1}{4^{s}}}+{\frac {1}{8^{s}}}+\cdots \right)\left(1+{\frac {1}{3^{s}}}+{\frac {1}{9^{s}}}+{\frac {1}{27^{s}}}+\cdots \right)\cdots \left(1+{\frac {1}{p^{s}}}+{\frac {1}{p^{2s}}}+{\frac {1}{p^{3s}}}+\cdots \right)\cdots ,\end{aligned}}}
където отдясно стои безкрайно произведение по всички прости числа p. Това произведение е сходящо за Re(s) > 1. То е следствие на два основни резултата в математиката: формулата за геометрична прогресия и основната теорема на аритметиката.

## Свойства

### Стойности в зададени точки
Следните числа са най-често използваните стойности на дзета-функцията на Риман.
{\displaystyle \zeta (1)=1+{\frac {1}{2}}+{\frac {1}{3}}+\cdots =\infty }; това е
хармоничния ред.
{\displaystyle \zeta (3/2)\approx 2.61238}
{\displaystyle \zeta (2)=1+{\frac {1}{2^{2}}}+{\frac {1}{3^{2}}}+\cdots ={\frac {\pi ^{2}}{6}}\approx 1.64494}.
{\displaystyle \zeta (5/2)\approx 1.34149}
{\displaystyle \zeta (3)=1+{\frac {1}{2^{3}}}+{\frac {1}{3^{3}}}+\cdots \approx 1.20207}; Това число се нарича константа на Апери.
{\displaystyle \zeta (7/2)\approx 1.12673}
{\displaystyle \zeta (4)=1+{\frac {1}{2^{4}}}+{\frac {1}{3^{4}}}+\cdots ={\frac {\pi ^{4}}{90}}\approx 1.08233}
{\displaystyle \zeta (9/2)\approx 1.05471}

За положителните четни числа е валидна формулата
{\displaystyle \zeta (2n)=(-1)^{n+1}{\frac {B_{2n}(2\pi )^{2n}}{2(2n)!}},}
където {\displaystyle n\geq 1}, а {\displaystyle B_{n}} са числата на Бернули.
За отрицателните цели числа е валидна следната формула
{\displaystyle \zeta (-n)=-{\frac {B_{n+1}}{n+1}}}
за {\displaystyle n\geq 1}.
{\displaystyle B_{k}=0}, когато k е нечетно и по-голямо от 1, от където следва, че
{\displaystyle \zeta (-2n)=0\,}
тоест четните отрицателни цели числа са нули (корени) на дзета-функцията. Тези нули се наричат тривиални нули. Стойностите за първите няколко отрицателни нечетни числа са
{\displaystyle \zeta (-1)=-{\frac {1}{12}}}
{\displaystyle \zeta (-3)={\frac {1}{120}}}
{\displaystyle \zeta (-5)=-{\frac {1}{252}}}
{\displaystyle \zeta (-7)={\frac {1}{240}}}
Това са фактически аналитични продължения, които позволяват да се приписват определени стойности на неограничено растящи стандартни сумирания. Така например
{\displaystyle \zeta (-1)=1+2+3+4+....}
Също стойността на дзета-функцията за {\displaystyle n=0} e
{\displaystyle \zeta (0)=-{\frac {1}{2}}}.

### Функционално уравнение
Дзета-функцията удоволетворява следното функционално уравнение:
{\displaystyle \zeta (s)=2^{s}\pi ^{s-1}\sin \left({\frac {\pi s}{2}}\right)\Gamma (1-s)\zeta (1-s)}
което е изпълнено за всички комплексни числа s освен 0 и 1. Тук, с Γ е обозначена гама-функцията. Тази формула се използва за построяване на аналитичното продължение на дзета-функцията. В точката s = 1, функцията има прост полюс с резидуум 1. Равенството също показва, че дзета-функцията има нули в точките −2, −4. Това са така наречените тривиални нули.
Съществува и симетричен вариант на функционалното уравнение. Той се получава като първо се дефинира функцията
{\displaystyle \xi (s)=\pi ^{-s/2}\Gamma \left({\frac {s}{2}}\right)\zeta (s).}
Тогава функционалното уравнение се задава чрез формулата
{\displaystyle \xi (s)=\xi (1-s).\ }

### Нули
Дзета-функцията на Риман има нули в отрицателните цели числа. Това са така наречените тривиални нули.
Те са тривиални в смисъл, че тяхното съществуване може да се докаже сравнително лесно (например използвайки функционалното уравнение). Всички останали нули се наричат нетривиални. Нетривиалните нули са обект на много по-голямо внимание, не само защото тяхното разпределение е много по-слабо изучено, но и защото информация за тях дава отговори на забележително много въпроси от различни области на математиката. Известно е че всички нетривиални нули лежат в отворената ивица {s ∈ C: 0 < Re(s) < 1}, която се нарича критичната ивица. Хипотезата на Риман,
която се смята за един от най-важните нерешени проблеми в математиката,
твърди, че за всяка нетривиална нула s е вярно Re(s) = 1/2. В теорията на дзета-функцията на Риман, множеството {s ∈ C:
Re(s) = 1/2} се нарича критичната права.
Местоположението на нулите на дзета-функцията е от огромна важност за теорията на числата. От факта, че всички нетривиални нули лежат в критичната ивица може да се изведе законът за разпределение на простите числа. Най-добрия известен резултат за областта в която се намират критичните нули е, че ζ(σ+it) ≠ 0 ако |t| ≥ 3 и
{\displaystyle \sigma \geq 1-{\frac {1}{57.45(\log {|t|})^{3/2}(\log {\log {|t|}})^{1/3}}}.}
Този резултат е неизмеримо по-слаб от твърдението на римановата хипотеза. Той дори не гарантира, че съществува ивица {s ∈ C: ε ≤ Re(s) ≤ 1-ε} извън която дзета-функцията да няма нули.
Известно е, че има безброй много нули върху критичната права.
Литълууд показва, че ако редицата
(γn) се състои от имагинерните части на всички нули в горната полу-равнина в нарастващ ред, то
{\displaystyle \lim _{n\rightarrow \infty }\gamma _{n+1}-\gamma _{n}=0.}
Теоремата за критичната права твърди, че положителен процент от нулите лежи върху критичната права.
Нулата с най-малка неотрицателна имагинерна част в критичната ивица е 1/2+i14,13472514… От функционалното уравнение може да се види, че множеството на нетривиалните нули е симетрично относно правата Re(s) = 1/2. Също така от факта, че ζ(s)=ζ(s*)* за всички комплексни s ≠ 1 (* означава комплексно спрягане)
следва, че нулите на дзета-функцията са симетрични относно реалната права.

### Реципрочна функция
Реципрочната функция на дзета-функцията на Риман може да се изрази като ред на Дирихле с коефициенти функцията на Мьобиус μ(n):
{\displaystyle {\frac {1}{\zeta (s)}}=\sum _{n=1}^{\infty }{\frac {\mu (n)}{n^{s}}}}
за всяко комплексно число s с реална част > 1.

## Обобщения
Известен брой дзета-функции могат да бъдат считани за обобщения на дзета-функцията на Риман. Един такъв пример е дзета-функцията на Хурвиц
{\displaystyle \zeta (s,q)=\sum _{k=0}^{\infty }(k+q)^{-s},}
която съвпада с дзета-функцията на Риман когато q = 1. Други примери са L-функциите на Дирихле и дзета-функцията на Дедекинд.